# Aeropuerto Internacional de Zangilán
El Aeropuerto Internacional de Zangilán (en azerí: Zəngilan Beynəlxalq Hava Limanı) es un aeropuerto internacional en la ciudad de Zangilán de la República de Azerbaiyán.

## Historia
El 20 de octubre de 2020 la ciudad de Zangilán fue recuperada por las fuerzas armadas de Azerbaiyán después de 28 años de ocupación por las fuerzas armenias. El territorio de Zangilan se limpió de minas para construir un aeropuerto internacional.
El 27 de abril de 2021 el presidente de la República de Azerbaiyán, Ilham Aliyev, colocó la primera piedra del Aeropuerto Internacional en Zangilán. La pista del Aeropuerto Internacional de Zangilan tiene 3.000 metros de longitud y 60 metros de anchura. El aeropuerto puede acoger todo tipo de aviones, incluidos los de carga pesada.
En 2022 la Organización de Aviación Civil Internacional asignó al Aeropuerto Internacional de Zangilán el código UBBZ, la Asociación Internacional de Transporte Aéreo el código  ZZE.
El 20 de octubre de 2022, el presidente de la República de Azerbaiyán, Ilham Aliyev, y el presidente de la República de Turquía, Recep Tayyip Erdoğan, participaron en la ceremonia de inauguración del Aeropuerto Internacional de Zangilán.